# Aéroport des chutes d'Iguazú
Ne doit pas être confondu avec Aéroport de Foz do Iguaçu.
L'aéroport international des chutes d'Iguazú (Aeropuerto Internacional Cataratas del Iguazú en espagnol) (code IATA : IGR • code OACI : SARI • code FA Argent. (es) : IGU) est un aéroport situé en Argentine à proximité de la ville de Puerto Iguazú et desservant notamment les chutes d'Iguazú.

## Situation
| \| 100 km1:20 642 000 \| Bahía Blanca San Carlos de Bariloche Buenos Aires · J.-Newbery Buenos Aires · Ezeiza Buenos Aires · El Palomar Catamarca Comodoro Rivadavia Córdoba Corrientes El Calafate Esquel Formosa Gobernador Gregores San Salvador de Jujuy La Rioja Malargüe Mar del Plata Mendoza Neuquén Paraná Perito Moreno Puerto · Iguazú Puerto Madryn Reconquista Resistencia Río Cuarto Río Gallegos Río Grande Rosario Salta San Juan San Luis San Martín de los Andes San Rafael Santa Fe de la Vera Cruz Santa Rosa Santiago del Estero Sunchales Tandil Termas de Río Hondo Trelew Tucumán Ushuaia Viedma |
| 100 km1:20 642 000 |

## Compagnies aériennes et destinations
| Compagnies            | Destinations |
| --------------------- | --- |
| Aerolíneas Argentinas | - Buenos Aires-J. Newbery, - Buenos Aires-Ezeiza, - Córdoba, - Rosario - îles Malouines (en), - Salta, - San Salvador de Jujuy (en), - San Miguel de Tucumán (en) |
| Flybondi              | Buenos Aires-J. Newbery |
| JetSmart Argentina    | Buenos Aires-J. Newbery, Buenos Aires-Ezeiza |

Edité le 14/12/2023

## Statistiques
Pour des raisons techniques, il est temporairement impossible d'afficher le graphique qui aurait dû être présenté ici.

Voir la requête brute et les sources sur Wikidata.